# Stade de l’Amitié
A Stade de l’Amitié (Barátság stadion) a benini Cotonou városának többfunkciós stadionja. Leggyakrabban labdarúgó-mérkőzések és atlétikai versenyek lebonyolítására használják. A stadion befogadóképessége 35 000 ember.

## Külső hivatkozások
- A Stade de l’Amitié a World Stadiums oldalán Archiválva 2021. június 11-i dátummal a Wayback Machine-ben